# Maria Vittoria Trio
Maria Vittoria Trio (Torino, 18 dicembre 1947) è un'ex lunghista italiana, medaglia d'oro ai Giochi del Mediterraneo di Tunisi 1967.

## Carriera
Ha partecipato ai Giochi olimpici di Tokyo 1964 classificandosi al 14º posto nella finale di salto in lungo.

## Palmarès
| Anno | Manifestazione          | Sede   | Evento         | Risultato | Tempo  | Note  |
| ---- | ----------------------- | ------ | -------------- | --------- | ------ | ----- |
| 1967 | Giochi del Mediterraneo | Tunisi | Salto in lungo | Oro       | 6,13 m | [ 2 ] |

Titoli italiani individuali (2)
- Campionati italiani assoluti[3]
  - Salto in lungo: 2 titoli (1965 e 1968)